# حسن الشرق
حسن الشرق (28 مايو 1949 - 23 نوفمبر 2022)، فنان تشكيلي مصري، يرسم لوحاته بموهبته الفطرية، لاقت أعمالُه قبولاً ونجاحاً دولياً.

## نشأته
حسن الشرق من مواليد 28 مايو 1949 بقرية زاوية سلطان التابعة لمركز المنيا. اسمه «حسن عبد الرحمن حسن»، وشهرته «حسن الشرق». كان والده يعمل جزاراً، وكان يتمنى أن يعمل ابنه حسن معه جزاراً. هو الابن الأكبر لستة أشقاء، وعاش طفولته في قريته شرق النيل وفي حضن الجبل بين أعداد كبيرة من أضرحة أولياء الله الصالحين. قال حسن الشرق: «شجعني كثيراً مدرس مادة العلوم في المرحلة الابتدائية بعد أن رأى رسمى على الحوائط، والمقاعد، فدفعنى لرسم الوسائل والأجهزة التعليمية واللوحات العلمية المستخدمة في شرح المادة وتوضيحها»، ولأن نشأته جاءت في قرية تجمع ما بين الريف والمدينة فكان يرسم مفردات البيئة المحيطة به من نيل، وخضرة، ومنازل تأخذ شكل القباب، وكان كل ذلك على الحوائط باستخدام الطباشير تارة والأقلام تارة أخرى، ثم بدأ يخصص دفاتر ورقية للرسم. لم يكمل حسن تعليمه وبدأ العمل في حانوت الجزارة مع والده، وبرغم اضطراره لذلك إلا أن وجدانه الفنى لم يستطع المضي في هذا الطريق، لوحات الرسم كانت ورق اللحم من دكان والده الجزار، وكانت فرشته من سعف النخيل، وألوانه من دكان العطار وهي اللون الأصفر من الكركم، والبني من العرقسوس، الأزرق من زهرة الغسيل. بدأت رحلته مع الموهبة، التي ظلت حبيسة داخل قريته لمدة 25 عاماً.

## بدايته الاحترافية
جاءت الفرصة صدفةً، عندما زارت محافظة المنيا المستشرقة الألمانية أورزولا شيورنج، في عام 1985 وشاهدت أعماله، فانبهرت بها ونظمت له معرضاً في القاهرة، لاقى نجاحاً كبيراً، ومن هنا بدأت رحلته إلى العالمية مع مجموعة من المعارض، كان الأول بألمانيا بمدينة شتوتجارت ثم في ميونيخ، وفي عام 1991 أقيم معرضا بفرنسا، وفي متحف اللوفر ثم في سويسرا، وفي عام 1994 بقصر برج برنبخ الشهير بألمانيا وبعدها منح مفتاح مدينة نيولابك الألمانية عن مجموعة أعماله الفنية.
يقول حسن الشرق: «نظمت معارض في الخارج، وبدأ فني يعرفه الناس في مصر وخارجها، وأصدر الألمان كتاباً عن تجربتي بعنوان (حسن الشرق والريف المصري) باللغات الألمانيّة والعربيّة والإنجليزيّة... طفولتي هي سر لوحاتي، فذكريات الطفولة ألهمتني: أحاديث جدتي والألعاب الشعبية، التي اشتهر بها الصعيد، نحو السيجا والتحطيب، أضف إلى ذلك عاداتنا وتقاليدنا التي نشأنا وتربينا عليها، فضلا عن عبقرية المكان الذي عشت فيه، إذ لعب المكان دوراً كبيراً في تشكيل وجداني ومخزوني الثقافي، فكنت أسمع شعراء الربابة يغنون للحب والعشق والخيانة، وأزور الموالد، فأجسّد حكاياتهم بريشتي وألواني، واستلهم منها أفكاراً تكون معيناً لي، وتنبض بالروح المصرية الخالصة».

## تعاون حسن الشرق مع الأبنودي
قال الفنان التشكيلي المصري: «حكايات (ألف ليلة وليلة) و(السيرة الهلالية)، التي تعاونت فيها مع الشاعر الراحل عبد الرحمن الأبنودي، استوحيت منها كثيراً من أعمالي، فضلاً عن الحياة اليومية للقرية المصرية بكل تفاصيلها من فلاحين وأفراح وليالي الحنة. وهذا ما يجعلني أؤكد أن العودة إلى تراثنا وجذورنا طريقنا نحو العالمية».

## تطوره الفني
أقام الشرق متحفه الخاص في قريته، ليكون قِبلة لمحبي الفن في صعيد مصر، وعن هذا الأمر يقول «أقمت متحفي بجهودي الذاتية على مساحة 1800 متر، يضم ثلاث قاعات للوحاتي وقاعة للمقتنيات، التي حرصت على الحصول عليها في أثناء جولاتي الخارجية، إذ كنت أبادل لوحاتي مع لوحات فنانين تشكيليين عالميين، أعرض لوحاتهم في متحفي، ويعرضون هم لوحاتي في متاحفهم، ويضم المتحف نحو ألف لوحة، وهو مقصد للسياح القادمين من الخارج والمهتمين بالفن، رغم عدم إدراجه على خريطة المتاحف المصرية بشكل رسمي».
خلق حسن الشرق لنفسه عالماً خاصاً وحرص على أن يكون سفير لبلده. قال حسن الشرق: «بالرغم من رحلاتى ومعارضى التي أقمتها في بلاد العالم المختلفة وبحضور كبار الشخصيات والمسئولين إلا أن أننى حرصت على ارتداء الزى الريفى المصرى البسيط والجلابية البلدى التي جذبت إلى زائرى المعارض ووسائل الإعلام العالمية»، وعن لوحاته التي يعتز بها يقول: «أعتز كثيراً بلوحة مدرسة البقر التي فازت بالجائزة الأولى بمعرض أمانة الشباب عام 1972 وكذلك لوحاتى التي تجسد ليالى ألف ليلة وليلة من واقع التراث الشعبي..والسيرة الهلالية ولوحاتي التي تعكس العادات والتقاليد بالتراث الصعيدى كسبوع المولود، والزار، وليلة الحنة وغالبا ما تبدو الوجوه في جميع لوحاتي تأخذ شكل القباب التي تميز مبانى الصعيد». دامت رحلته مع الفن التشكيلى أكثر من 40 عاماً تم خلالها مناقشة 26 رسالة ماجستير عن أعماله الفنية، من طلبة الكليات المختلفة في مصر والعالم.

## الأنشطة والمعارض
عضو نقابة الفنانين التشكيليين
عضو أتيليه القاهرة
عضو المجموعة الأوروبية (الفن الحديث) مدينة نيوربك الألمانية
المعارض الخاصة
معرض بقاعة بيكاسو بالزمالك 2006
معرض بقاعة قرطبة بالمهندسين 2007
معرض بعنوان (مواويل وأشعار) بقاعة قرطبة بالمهندسين 2008
معرض بأكاديمية الشرق ديسمبر 2009
معرض بأتيليه جدة للفنون الجميلة بالسعودية يناير 2010
معرض (حكايات شهر زاد) بقاعة (قرطبة) أكتوبر 2010
المعارض الجماعية المحلية

شارك في الحركة الفنية المنياوية من آواخر الستينيات حتى الآن: –
معرض (شعبيات مصرية) بجاليرى وورلد أوف آرت بالمعادى أبريل 2001
معرض (ليال رمضانية) بقاعة شاديكور بمصر الجديدة 2006
معرض الموروث الشعبى بقاعة نهضة مصر بمركز محمود مختار 2006
معرض (ليالى مصرية) بجاليرى شاديكور بمصر الجديدة 2007
مهرجان الاسكتشات واللوحات الصغيرة بقاعة شاديكور بمصر الجديدة 2008
مهرجان الإبداع التشكيلى الثالث (المعرض العام الدورة الثانية والثلاثون) 2009 معرض (الفن لكل أسرة) بقاعة (شاديكور) بمصر الجديدة مارس 2010
معرض (لمسة حب) بقاعة الفنون التشكيلية بالمكتبة الموسيقية مايو 2010
المعرض الجماعى بقاعة دروب بجاردن سيتى يوليو 2010
صالون قرطبة الأول للأعمال الصغيرة بقاعة قرطبة مارس 2011
المعارض الجماعية الدولية
رشحت أعماله لبينالي التلقائيين تشيكوسلوفاكيا أعوام 1994- 1998

معرض بمدينة شتوتجارت بألمانيا تحت إشراف الناقدة أورسولا 1989
معرض بمدينة مونشن بألمانيا 1990
فرنسا 1991، واللوفر 1992
معرض بميونخ بألمانيا 1994
معرض بنيوربك بقصر برج برنبخ ألمانيا 1994
حصل على مفتاح مدينة نيوربك
معرض بسويسرا 1994

## المؤلفات والأنشطة الثقافية
ورشة عمل لطلاب المعهد الدولى للإعلام بأكاديمية الشرق 2009
شارك في ورش عمل فنية على المستوى المحلى والعالمى وأبرز الورش الذي قام بها، في أكاديميات الفنون العليا في مدينة بوجوتا عاصمة كولومبيا عام
كتاب (حسن الشرق والريف المصرى) وترجم بالإنجليزية والألمانية والعربية وبه بعض أعمال مصورة وأشعار للأستاذ محمد بغدادى المحررة الناقدة أورزولا شيورنج.
كتاب (جهود الفنان الذاتية بعنوان حسن الشرق) 30 عام في الفن.
افتتاح متحف الفنان بقرية زاوية سلطان القبلية بمحافظة المنيا على مساحة 1800 متر ومساحة المبنى 450 متر ويضم المتحف 60 لوحة و120 مقتنية وبعض الانتيكات ومكتبة للكتب القديمة.

## مقتنيات خاصة
له العديد من المقتنيات الفنية بألمانيا وعواصمها، وإيطاليا، وفرنسا، أمريكا، سويسرا، هولندا، المكسيك، كولومبيا، أسبانيا، السويد، أنجلترا، السعودية، الكويت، فلسطين، لبنان، المغرب، الهند، اليونان.
مقتنيات رسمية – متحف بولاية بيروتس بألمانيا – متحف الجامعة الأمريكية – وزارة الثقافة – متحف البنك الأهلى – متحف الأوبرا المصرية – متحف اللوفر.

## وفاته
توفي يوم الإربعاء 23 نوفمبر 2022.